# Тейлор, Эдвард
Эдвард Тейлор (1642 — 29 июня 1729) — американский поэт колониального периода, пастор и врач. Представитель метафизической школы. До середины XX века стихи Тейлора были неизвестны.

## Биография
Предположительно, Тейлор родился в 1642 году в деревушке Скетчли, Лестершир.
Сын английского йомена. В 1657 году умирает мать Эдварда, в 1658 — отец. Твёрдые религиозные пуританские убеждения Тейлора (он был конгрегационалистом), сформировавшиеся в детстве и окрепшие во время правления Кромвеля, подверглись испытанию в годы Реставрации. Тейлор отказался подписать Акт о единообразии 1662 года и лишился возможности преподавания и служения. Поэтому в 1668 году он переехал в Новую Англию. Путешествие в Америку и начало пребывания там, описаны Тейлором в дневнике (26.04.1668-05.07.1671). Тейлор закончил Гарвардский колледж в 1671 году. Более 50 лет он был священником в Вестфилде, Массачусетс. По совместительству он занимался врачебной и фермерской деятельностью. В 1674 году женится на Элизабет Фитч, от которой у него родится 8 детей, 5 из которых умрут во младенчестве. Сама мисс Тейлор умрёт в 1689 году. Тейлор женится вторично на Рут Виллис, которая родит ему 6 детей. Тейлор был пуританином: образованным, серьёзным, строгим, упрямым, набожным. Неудивительно, что он занял консервативную позицию в полемике с Соломоном Стоддардом о том, кто может допускаться к евхаристии. Тейлор имел тягу к знаниям: его библиотека содержала  около 200 томов, многие из которых представляли собой рукописные копии, потому что он был не в состоянии заплатить за книги.

## Судьба творческого наследия и характеристика творчества
За немногими исключениями, нет свидетельств того, что Тейлор делился стихами. Только один или два раза при жизни Тейлора его стихи были напечатаны: две строфы из стихотворения «На супружество и смерть детей» были опубликованы в «Правильных мыслях в печальные часы» Коттона Мэзера (Лондон, 1689); «Стихотворение на смерть диакона Дьюи», которое, видимо, принадлежит Тейлору, издано в брошюре 1713 года вместе с прозаическими медитациями (размышлениями) диакона. Тейлор собрал свои стихи в рукописях с кожаными переплётами, однако наказал родственникам не публиковать их. В 1883 году Генри У. Тейлор передал рукописи Йельскому университету. В 1937 году их там обнаружил Томас Джонсон.
Содержание рукописей было во многом неожиданным:
- Поэт оказался на удивление хорошим, непонятно, как его не заметили раньше.[12]
- Поэзия была игривой и экстатичной — в противоположность тому, что думали о строгости нравов пуритан.[13]
- Это был единственный известный американский поэт, принадлежащий к метафизической школе.
- Лексика и стиль были странными, необычными. По словам Кэтлин Кимбал (Caitlin Kimball), львиная доля внимания к «Приготовительным медитациям» Тейлора обязана эксцентричным кончетто.[14] Для Тейлора характерна языковая игра, а также сочетание высоких богословских, философских терминов с диалектизмами из области фермерской и ткаческой жизни.[15] По замечанию американского поэта Роберта Хасса, Тейлор — это поэт, который заставляет вас лезть в словари.[16] Неподготовленному читателю Тейлор может показаться чрезмерно дидактичным, его эстетика — грубой, неотшлифованной.[17]
- Отношения с Богом глубоко укоренены в физическом мире.[18] Сам Бог сравнивался с предметами физического мира — драгоценностями, вином, приятными запахами и т. п.[15]

В 1937 несколько стихотворений были напечатаны в журнале, в 1939 году были изданы избранные стихотворения, в 1960 вышло более полное собрание сочинений.

## Произведения
Творчество Тейлора включает в себя элегии на смерть, лирику, средневековые «споры», «Историю христианства в стихах» (объёмом более 430 рукописных страниц, в основном, историю мучеников), приуготовительные медитации (лучшее в творчестве Тейлора). Для лирики Тейлора характерны общие для поэтических медитаций пуритан 17
века мотивы: греховность человеческой природы, божие
милосердие и т. д.
Его ранние стихи демонстрируют антиангликанскую и антиримскую позицию. В одном из стихотворений он обрушивается на танцующих вокруг майского дерева, в другом — восхваляет рвение диссидентских проповедников. В студенческие годы, Тейлор пишет элегии на смерть членов попечительского совета Гарвардского колледжа. Все эти стихи похожи по стилю, в них больше игры слов и ума, чем подлинного чувства. Встречаются акростихи. Тейлор продолжит писать в жанре элегии и позже.
Предположительно около 1682 года Тейлор пишет большое стихотворение «Предопределение Господне относительно
избранных», посвящённое различным путям, которыми Бог приводит избранных к христианству и духовным радостям спасительной благодати. Это инсценировка кальвинистских взглядов относительно предопределения, творения, природы Бога, первородного греха, и т. д. Кроме того, он пишет ещё ряд стихотворений, которые носят аллегорический характер: «На паука, ловящего муху», «Прилив и отлив», «Домоводство» и др.
с 1682 по 1724−25 год Тейлор сочиняет «Приготовительные медитации» — серию из более чем двухсот стихотворений — личный духовный дневник, имеющий большое значение для понимания религиозной и психологической истории того периода. Это поэтические размышления, в основном, на тему предстоящей проповеди. Стихотворения не равны по качеству. Одни из них образуют единство, другие стоят особняком. Центральная тема 49 стихотворений — любовь Бога к человеку и человека к Богу. Некоторые из стихотворений написаны в стиле метафизической школы. Тейлор часто сближает непохожие образы. Наиболее сильно влияние Джорджа Херберта, причём стихи, написанные под его влиянием, вероятно, лучшие. Стиль Тейлора сочетает разговорность и космичность (подобно Джону Донну). Тейлор использует множество риторических приёмов, из которых особенно любит амплификацию, повторяет слова и корни слов.
В начале XVIII века Тейлор начал писать поэму, длина которой превысила 20 000 строк (Рукопись не была озаглавлена, в XX веке её назовут «Историей христианства в стихах»).